# Ubaque (kommun)
Ubaque är en kommun i Colombia.   Den ligger i departementet Cundinamarca, i den centrala delen av landet, 17 km sydost om huvudstaden Bogotá. Antalet invånare är 6 879.